# Felimare cantabrica
Felimare cantabrica (Bouchet & Ortea, 1980) è un mollusco nudibranchio della famiglia Chromodorididae.

## Descrizione
Corpo di colore blu, con bordo del mantello giallo-bianco.  Interno del mantello a striature gialle, che nel centro talvolta formano una linea unica. Rinofori di colore blu con una linea gialla, ciuffo branchiale di colore blu, con striature gialle..

## Distribuzione e habitat
Questa specie è diffusa nel mar Mediterraneo, in particolare in Spagna.